# Список островов Новой Зеландии
Новая Зеландия состоит из большого количества островов. Острова Южный и Северный — два крупнейших острова государства, по площади и населению в несколько раз превосходят все остальные острова вместе взятые. Южный остров местные жители часто называют «материком», так как он имеет наибольшую площадь. Из малых островов самым крупным по площади, безусловно, является остров Стьюарт, а наибольшим по населению — остров Вэйхек.
Ниже перечислены наиболее важные[уточнить] острова Новой Зеландии:

## Главная Новозеландская цепь
- Анкор (Якорный остров)
- Анкоридж
- Араара
- Араканинихи
- Арапоа
- Ароха
- Бенч
- Биг-Саут-Кейп (Большой Южный Мыс)
- Бразерс (острова Братья)
- Ваихеке
- Восточный (Уангаокено)
- Гоут (Те-Мапоутахи)
- Грейт-Барриер (Аотеа)
- Грин (Зелёный)
- Дракон
- Д'Юрвиль
- Литтл-Барриер (Хаутуру)
- Кавалли
- Каикоура
- Капити
- Кодфиш(Фенуахоу)
- Коо
- Остров Кювье
- Куэйл
- Макаро (Уорд)
- Мана
- Матакана
- Матиу-Сомс
- Моутохора (Уэйл)
- Мод (Те-Хоиере)
- Мэр (Тухуа)
- Меркьюри (Меркурий, Ртутный остров)
- Мокохинау
- Мотити
- Мотукавао
- Мотуно
- Мотурата (Таири)
- Мотутапу
- Нейтив
- Нобл (Благородный остров)
- Алдерман
- Опен-Бей (Острова Открытой Бухты)
- Перл (Жемчужный)
- Понуи
- Пур-Найтс (остров Бедный Рыцарь)
- Портленд
- Поурева
- Ракино
- Рангитото
- Резольюшен
- Руапуке
- Рэббит (Кроличий остров)
- Северный остров
- Секретари
- Сент-Мартин (Карантин)
- Слиппер
- Стивенс (Такапоерюа)
- Стьюарт (Ракиура)
- Тиритири-Матанги
- Тити (Маттонбирд)
- Уайт-Айленд (Факаари)
- Улва
- Уэйл (Китовый остров)
- Фангануи
- Хен-энд-Чикенс (острова Курица и Цыплята)
- Чолк (остров Меловой)
- Южный остров

## Внешние острова
К Новой Зеландии относятся также острова вне главного архипелага. Из них постоянное население имеют только острова Чатем, хотя раньше были обитаемы и многие другие:
- Кермадек
  - Куртис
  - Маколи
  - Рауль
  - Чизмэн
- Соландр
- Три-Кингс
- Чатем
  - Малый Мангере
  - Мангере
  - Мотухопе
  - Питт (Рангиаириа)
  - Систерс (Ранджитэйтахи)
  - Сорок четвёртый (Мотухара)
  - Чатем
  - Юго-Восточный (Рангатира)

Следующие субантарктические острова входят во Всемирное наследие:
- Антиподов
- Баунти
- Кэмпбелл
  - Дент
  - Жакмар
  - Остров Кэмпбелл
  - Фолли
- Окленд
  - Адамс
  - Окленд
- Снэрс

## Самоуправляемые территории
Следующие самоуправляемые острова являются политически зависимыми от Новой Зеландии, но не считаются частью Новой Зеландии географически:
- Острова Кука
  - Северная группа
    - Манихики
    - Нассау
    - Тонгарева
    - Пукапука
    - Ракаханга
    - Суворов

  - Южная группа
    - Аитутаки
    - Атиу
    - Мангаиа
    - Мануаэ
    - Мауке
    - Митиаро
    - Палмерстон (иногда относят к Северной группе)
    - Раротонга
    - Такутеа
- Ниуэ
- Токелау
  - Атафу
  - Нукунону
  - Факаофо

## Территориальные претензии
Новая Зеландия также претендует на территорию Росса в Антарктиде, включающую ряд островов.
- Боллени
- Кулман
- Росса
- Остров Рузвельта
- Скотт